# Justin Prentice
Justin Prentice (* 25. března 1994, Nashville, Tennessee, Spojené státy americké) je americký herec. Proslavil se hlavně rolí Bryce Walkera v seriálu 13 Reasons Why.

## Filmografie

### Film
| Rok  | Název                  | Role           | Poznámky |
| ---- | ---------------------- | -------------- | -------- |
| 2011 | Terri                  | Dirty Jack     |          |
| 2015 | Sex, Death and Bowling | Rick, puberťák |          |
| 2017 | Brownstone             | Luke           |          |

### Televize
| Rok        | Název                                   | Role           | Poznámky                   |
| ---------- | --------------------------------------- | -------------- | -------------------------- |
| 2010       | Myšlenky zločince                       | Ryan Krouse    | díl: „Riskantní podnik“    |
| 2010       | Melissa a Joey                          | Brett          | díl: „In Lennox We Trust“  |
| 2010       | Průměrňákovi                            | puberťák       | díl: „Halloween“           |
| 2011       | V jako Victoria                         | Otec Ariel     | díl: „Wok Star“            |
| 2011       | iCarly                                  | Brad           | 2 díly                     |
| 2011       | Zajatci předměstí                       | Joey           | díl: „The Barbecue“        |
| 2012       | Marvin Marvin                           | Cliff Drill    | díl: „Pilot“               |
| 2012–2013  | Malibu Country                          | Cash Gallagher | hlavní role, 18 dílů       |
| 2013       | Legenda Korry                           | Jaya (hlas)    | 2 díly                     |
| 2014       | Námořní vyšetřovací služba              | Michael Fox    | 2 díly                     |
| 2015       | Glee                                    | Darrell        | 2 díly                     |
| 2015       | Námořní vyšetřovací služba: New Orleans | Mladý Cade     | díl: „Spokojím se s tebou“ |
| 2015       | Castle na zabití                        | Scott Powell   | díl: „Studentova smrt“     |
| 2015       | The Mindy Project                       | Eric           | díl: „Road Trip“           |
| 2015       | Kriminálka: Oddělení kybernetiky        | Carter Harris  | díl: „iWitness“            |
| 2015–2016  | iZombie                                 | Brody Johnson  | 2 díly                     |
| 2016       | Nešika                                  | Patrick        | 5 dílů                     |
| 2016       | Those Who Can't                         | Bryce          | 4 díly                     |
| 2017–dosud | 13 Reasons Why                          | Bryce Walker   | hlavní role, 36 dílů       |
| 2017       | Preacher                                | Tyler          | 3 díly                     |